# 2,5-Диметокси-4-этиламфетамин
2,5-диметокси-4-этиламфетамин — химическое соединение класса амфетаминов, психоделик.
В английской литературе встречается сокращённое наименование DOET (от англ. 2,5-Dimethoxy-4-ethylamphetamine), на русском — ДОЭТ.

## Дозировка
Типичная пероральная доза составляет 2—6 мг, продолжительность действия — 14—20 ч.

## Правовой статус
ДОЭТ внесён в Список I согласно Конвенции по психотропным веществам и перечня наркотических средств, психотропных веществ и их прекурсоров, подлежащих контролю в Российской Федерации. Для целей 228, 228.1, 229 И 229.1 УК РФ значительным размером вещества считается 0,01 гр (10 мг), крупным — 0,05 гр (50 мг), особо крупным — 10 гр.